# Metta Fjelkner
Metta Anna-Karin Fjelkner, född Nilsson 10 juli 1950 i Botkyrka församling, Stockholms län, är en svensk lärare och fackföreningsledare. Hon var förbundsordförande för Lärarnas Riksförbund (LR) 2000–2013 då hon efterträddes av Bo Jansson.
Fjelkner blev filosofie kandidat 1972 och utexaminerades från lärarhögskolan 1973. Metta Fjelkner är bosatt i Hörby.
Hon arbetade som lärare, adjunkt i ämnena historia, religion och geografi 1974-1996 då hon parallellt började arbeta som regional ombudsman för Lärarnas Riksförbund i Skåne. Under tiden som adjunkt kompletterade hon sin utbildning med studier i statskunskap, nationalekonomi och sociologi för att också bli behörig att undervisa i samhällskunskap. År 1996 blev Metta Fjelkner regional ombudsman på heltid.
Som förbundsordförande var Fjelkner en flitig debattör i skolfrågor, med 30-talet debattartiklar på DN-Debatt och hon var en av landets mer välkända fackliga ledare.
Metta Fjelkner var bland annat styrelseledamot i Saco, 2009-2013 var hon även andre vice ordförande i Saco. Hon satt i styrelsen för Folksam Sak. Hon var även ledamot i Kristianstads högskolas styrelse 2007-2013.
Fjelkner har bland annat varit vice ordförande i Barnens Värld, Childrens World, som delar ut Barnens Nobelpris "World's Children's Prize for the Rights of the Child", där drottning Silvia är beskyddare.
Metta Fjelkner publicerade sig flitigt på DN Debatt, landets ledande debattsida. Bland annat har hon återkommande och skarpt kritiserat Göran Perssons kommunalisering av skolan.
Metta Fjelkner och Lärarnas Riksförbund är de enda som har nominerats till utmärkelsen "Årets lobbyist" fyra gånger (åren 2008, 2010, 2011 och 2012). Priset delas ut av tidningen Resumé.
2014 utredde hon på regeringens uppdrag frågan om studiero och ordning i skolan, ”Att vända frånvaro till närvaro”. Bland förslagen fanns att ordningsomdömen ska kunna införas i högstadiet och gymnasiet.
Sedan maj 2017 är Fjelkner ordförande för Malmö universitet.